# Губернатор Волгоградской области
Губернатор Волгогра́дской о́бласти (до 2012 года — Глава́ администра́ции Волгоградской области) — высшее должностное лицо Волгоградской области.
Губернатор Волгоградской области:
- возглавляет исполнительную власть области,
- формирует правительство области в соответствии со структурой исполнительных органов государственной власти, утверждаемой Волгоградской областной Думой.

## История
Должность главы администрации Волгоградской области учреждена в 1991 году.

### Назначение (1991—1996)
С 1991 по 1996 глава администрации назначался на свою должность Президентом России.
Так, 4 сентября 1991 года на пост главы администрации был назначен Иван Петрович Шабунин.

### Выборы (1996—2010, с 2012)
В 1995 году был принят закон, согласно которому все главы субъектов Российской Федерации должны были избираться населением.
В 1996 году Конституционный Суд указал, что глава субъекта Российской Федерации не может назначаться законодательным органом.
В 1999 году было введено требование, согласно которому одно и то же лицо не может избираться более двух раз подряд.

### Назначение (2010—2012)
В 2004 году по инициативе Президента России В. В. Путина порядок избрания высших должностных лиц регионов был изменен на назначение законодательными органами по представлению Президента России.
Конституционный Суд РФ в 2006 году подтвердил конституционность назначения глав субъектов Российской Федерации, фактически пересмотрев свою правовую позицию десятилетней давности.
Полномочия Николая Максюты истекли в январе 2010 года.
25 декабря 2009 года в соответствии со статьёй 18 Федерального закона от 6 октября 1999 года № 184-ФЗ «Об общих принципах организации законодательных (представительных) и исполнительных органов государственной власти субъектов Российской Федерации» и статьёй 26¹ Федерального закона от 11 июля 2001 года № 95-ФЗ «О политических партиях» Президент РФ Д. А. Медведев внёс на рассмотрение Волгоградской областной Думы кандидатуру Анатолия Григорьевича Бровко для наделения его полномочиями главы администрации Волгоградской области. 29 декабря волгоградские депутаты одобрили выбор главы государства.
12 января 2010 года Анатолий Григорьевич Бровко вступил в должность главы администрации Волгоградской области. Снят по собственному желанию 17 января 2012 года.

### Выборы (с 2012)
В 2012 году Президентом России Дмитрием Медведевым был разработан законопроект, согласно которому начиная с 2012 года назначение губернаторов заменяется прямым голосованием граждан на местах. В начале марта 2012 этот законопроект был принят Госдумой России.

## Правовое положение

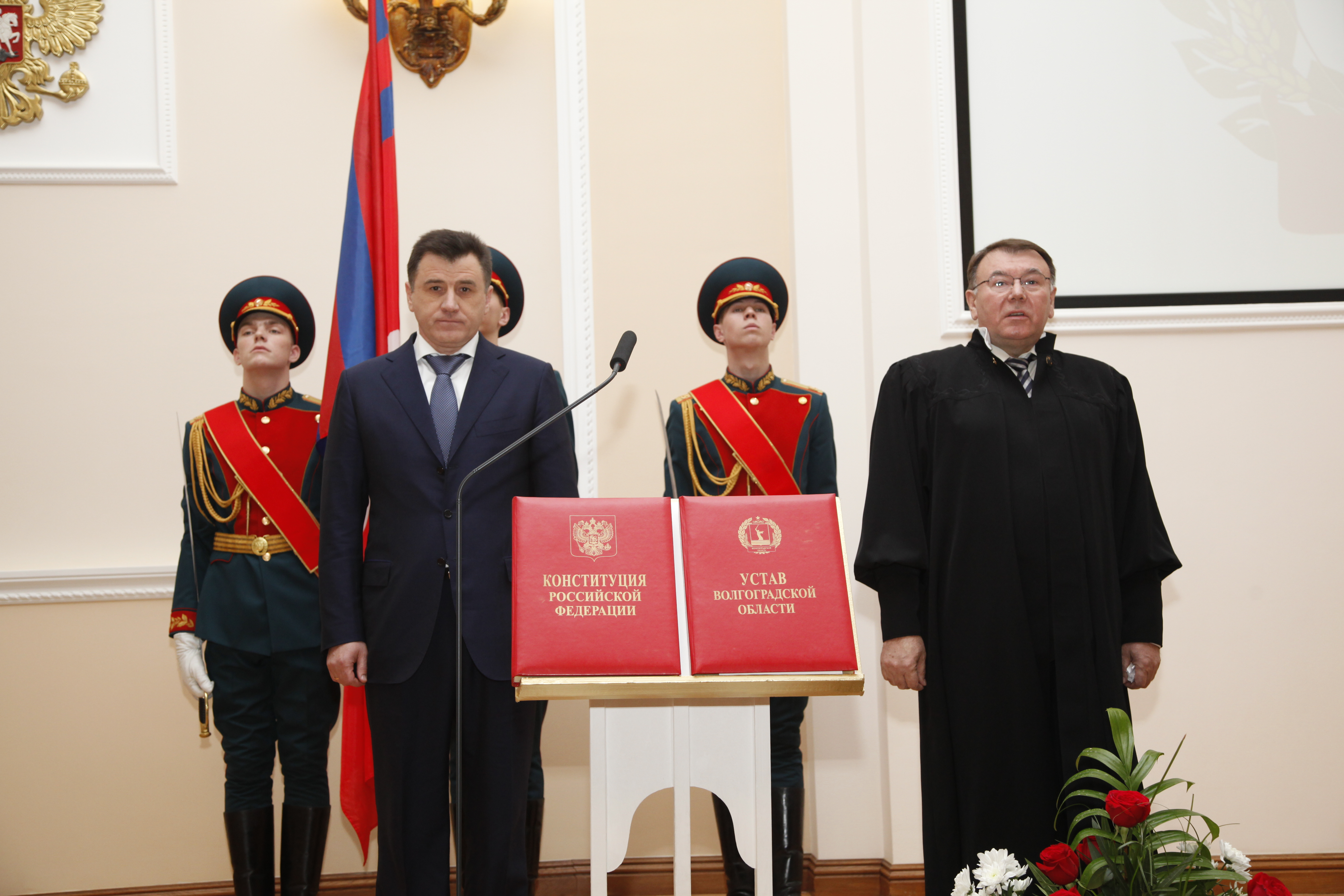
Инаугурация Сергея Боженова

Правовое положение даётся по Уставу Волгоградской области, в главе 4 которого дана характеристика губернатора и исполнительной власти Волгоградской области.
Губернатор:
- возглавляет исполнительную власть области,
- формирует администрацию Волгоградской области в соответствии со структурой исполнительных органов государственной власти, утверждаемой Волгоградской областной Думой.

### Предъявляемые требования
Губернатор должен удовлетворять следующим условиям:
- быть гражданином России
- достичь возраста 30 лет
- не занимать никаких других должностей в государственном аппарате и органах местного самоуправления, коммерческих структурах и общественных объединениях, заниматься предпринимательской деятельностью, быть депутатом представительных органов

### Наделение полномочиями и срок полномочий
- Предложения по кандидатуре вносит Президент Российской Федерации
- Кандидат наделяется полномочиями губернатора Волгоградской области Волгоградской областной Думой путём голосования по его кандидатуре
- Губернатор вступает в должность с момента принесения им присяги населению Волгоградской области.
- Срок полномочий — 5 лет

### Досрочное прекращение полномочий
Полномочия губернатора области прекращаются досрочно в случае:
- его смерти;
- отрешения его от должности Президентом Российской Федерации в связи с выражением ему недоверия Волгоградской областной Думой;
- его отставки по собственному желанию;
- отрешения его от должности Президентом Российской Федерации в связи с утратой доверия Президента Российской Федерации, за ненадлежащее исполнение своих обязанностей, а также в иных случаях, предусмотренных федеральными законами;
- признания его судом недееспособным или ограниченно дееспособным;
- признания его судом безвестно отсутствующим или объявления умершим;
- вступления в отношении его в законную силу обвинительного приговора суда;
- его выезда за пределы Российской Федерации на постоянное место жительства;
- утраты им гражданства Российской Федерации;

### Компетенция губернатора области
В своей деятельности губернатор Волгоградской области руководствуется Конституцией Российской Федерации, федеральными законами, Уставом и законодательством области, указами и распоряжениями Президента Российской Федерации, постановлениями Правительства Российской Федерации.
В пределах своих полномочий губернатор области издает правовые акты в форме постановлений и распоряжений.

#### Полномочия в сфере осуществленияисполнительной власти
- представляет Волгоградскую область в федеральных органах государственной власти, в отношениях с другими субъектами Российской Федерации, органами местного самоуправления. В соответствии с законодательством Российской Федерации губернатор может представлять область в отношениях с органами и должностными лицами зарубежных государств и подписывать необходимые документы;
- назначает половину членов избирательной комиссии Волгоградской области;
- согласовывает назначение прокурора области и должностных лиц территориальных подразделений федеральных органов исполнительной власти в соответствии с законодательством;
- награждает областными наградами и присваивает почётные звания области;
- разрабатывает и представляет на утверждение областной Думы систему исполнительных органов государственной власти Волгоградской области;
- утверждает структуру и штатное расписание территориальных и отраслевых подразделений администрации области, положения о них и формирует штаты администрации области в пределах утверждённых областной Думой расходов на содержание администрации области;
- назначает на должность и освобождает от должности заместителей губернатора, руководителей структурных подразделений администрации области, а также решает вопросы применения к ним мер дисциплинарной ответственности;
- осуществляет общее руководство администрацией области;
- решает вопросы о представительстве органов исполнительной власти области при Президенте Российской Федерации, Правительстве Российской Федерации и органах исполнительной власти других субъектов Российской Федерации;
- осуществляет функции распорядителя кредитов при исполнении бюджета Волгоградской области, за исключением расходов, предусмотренных на содержание областной Думы;
- рассматривает постановления областной Думы о выражении недоверия должностным лицам администрации области и принимает по ним окончательное решение;
- осуществляет полномочия, предусмотренные законодательством Российской Федерации и законодательством Волгоградской области;

#### Полномочия в сферезаконотворчестваи взаимодействия с областной Думой
- реализует право законодательной инициативы в Волгоградской областной Думе;
- участвует в заседаниях областной Думы с правом совещательного голоса или назначает своих представителей;
- подписывает и обнародует законы области;
- использует в необходимых случаях право отлагательного вето;
- вносит на утверждение областной Думы проекты областного бюджета и отчета о его исполнении, а также проекты бюджетов территориальных государственных внебюджетных фондов и отчеты об их исполнении;
- вносит предложения о созыве внеочередных заседаний областной Думы;
- предлагает вопросы в повестку дня заседаний областной Думы;
- представляет в Волгоградскую областную Думу для утверждения в форме законов программы социально-экономического развития Волгоградской области и отчеты об их исполнении;
- обращается к областной Думе с ежегодными посланиями о положении в Волгоградской области, о перспективных направлениях деятельности администрации Волгоградской области по социально-экономическому развитию Волгоградской области;
- представляет на рассмотрение Волгоградской областной Думы проекты законов Волгоградской области об утверждении заключений и расторжении договоров Волгоградской области в порядке, предусмотренном законом Волгоградской области.

### Исполнение обязанностей
В случае отсутствия губернатора области, невозможности выполнения им своих обязанностей, а также досрочного прекращения полномочий, его обязанности временно осуществляет один из первых заместителей, а в их отсутствие — один из заместителей.

## Аппарат губернатора Волгоградской области
- Губернатор Волгоградской области
- Заведующий отделом — руководитель секретариата губернатора Волгоградской области
- Начальник контрольного управления
- Начальник государственно—правового управления
- Заведующий отделом общественной и экономической безопасности
- Начальник управления по работе с территориями
- Председатель комитета информационных технологий и телекоммуникаций
- Заведующий отделом пресс—службы и информации
- Председатель Волгоградской областной административной комиссии
- Первый заместитель губернатора Волгоградской области по промышленности, транспорту и связи
  - Заведующий отделом — руководитель секретариата первого заместителя губернатора Волгоградской области по промышленности, транспорту и связи
- Начальник управления науки, промышленности и ресурсов
- Начальник Второго отдела
- Первый заместитель губернатора Волгоградской области по социально-политическим вопросам
  - Заведующий отделом — руководитель секретариата первого заместителя губернатора Волгоградской области по социально-политическим вопросам
- Начальник управления общественных связей
- Заведующий отделом по связям и содействию религиозным организациям
- Первый заместитель губернатора Волгоградской области по экономике и инвестиционной политике
  - Заведующий отделом — руководитель секретариата первого заместителя губернатора Волгоградской области по экономике и инвестиционной политике
- Заместитель губернатора Волгоградской области по строительству и жилищно—коммунальному комплексу
  - Начальник отдела строительства и жилищно—коммунального хозяйства
- Начальник отдела по чрезвычайным ситуациям и взаимодействию с воинскими частями
- Заместитель губернатора Волгоградской области — председатель Комитета по здравоохранению
- Заместитель губернатора Волгоградской области по инвестициям и торговле
- Заместитель губернатора Волгоградской области — председатель Комитета бюджетно—финансовой политики и казначейства
- Заместитель губернатора Волгоградской области — председатель Комитета по экономике
- Заместитель губернатора Волгоградской области - начальник управления по топливно—энергетическому комплексу
- Заместитель губернатора Волгоградской области по социальной политике
  - Заведующий отделом социальной сферы
  - Заведующий отделом по культуре, спорту и работе с ветеранами
- Заместитель губернатора Волгоградской области по агропромышленному комплексу и природопользованию
  - Заведующий отделом по агропромышленному комплексу и природопользования
- Заместитель губернатора Волгоградской области — управляющий делами Волгоградской области
  - Заместитель управляющего делами Администрации Волгоградской области
  - Заместитель управляющего делами Администрации Волгоградской области
- Начальник организационного управления
- Заведующий отделом писем и приема граждан
- Заведующий финансовым отделом — главный бухгалтер
- Заведующий общим отделом
- Заведующий отделом записи актов гражданского состояния
- Заведующий отделом специальной документальной связи и защиты информации
- Заведующий отделом наград
- Заведующий протокольным отделом

## Список губернаторов и глав администрации области
| № | Фотография | Руководитель                | Годы жизни                        | Период руководства               | Основание наделения полномочиями |
| - | --- | --------------------------- | --------------------------------- | -------------------------------- | --- |
| 1 | | Иван Петрович Шабунин       | 9 октября 1935 — 20 сентября 2006 | 19 сентября 1991 — 6 января 1997 | Назначен на пост Президентом РФ |
| 2 | | Николай Кириллович Максюта  | 26 мая 1947 — 1 ноября 2020       | 6 января 1997 — 12 января 2010   | Победил на выборах главы администрации Волгоградской области 1996 года: - 1 тур — 22 декабря 1996 - 2 тур — 29 декабря 1996                                                                  |
| 2 | Победил на выборах главы администрации Волгоградской области 24 декабря 2000 года                                          | Николай Кириллович Максюта  | 26 мая 1947 — 1 ноября 2020       | 6 января 1997 — 12 января 2010   | |
| 2 | Победил на выборах главы администрации Волгоградской области 2004 года: - 1 тур — 5 декабря 2004 - 2 тур — 26 декабря 2004 | Николай Кириллович Максюта  | 26 мая 1947 — 1 ноября 2020       | 6 января 1997 — 12 января 2010   | |
| 3 | | Анатолий Григорьевич Бровко | род. 22 августа 1966              | 12 января 2010 — 17 января 2012  | 29 декабря 2009 года утверждён областной Думой на посту главы администрации Волгоградской области по представлению Президента РФ.                                                            |
| 4 | | Боженов Сергей Анатольевич  | род. 8 апреля 1965                | 2 февраля 2012 — 2 апреля 2014   | 2 февраля 2012 года утверждён областной Думой на посту главы администрации Волгоградской области по представлению Президента РФ                                                              |
| 5 | | Бочаров Андрей Иванович     | род. 14 октября 1969              | с 2 апреля 2014                  | Победил на выборах губернатора Волгоградской области 2014 года Победил на выборах губернатора Волгоградской области 2019 года Победил на выборах губернатора Волгоградской области 2024 года |